# 吉川慶
吉川 慶（よしかわ けい、1966年 - ）は、日本の作詞家、作曲家、編曲家。ミラクル・バス所属。東京都杉並区出身。
東京芸術大学作曲科卒業。主にアーティストの楽曲の作詞・作曲・編曲や、映画、テレビドラマ、アニメ、テレビ番組などの劇中音楽製作を手掛けている。

## 主な作品

### テレビドラマ
2003年
- 共犯者（日本テレビ）
- ヤンキー母校に帰る（TBSテレビ）
- 初恋.com（日本テレビ）

2004年
- 乱歩R（日本テレビ）
- 日本のこわい夜（TBSテレビ）

2005年
- タイガー&ドラゴン（TBSテレビ）

2006年
- 神はサイコロを振らない（日本テレビ）
- 探偵学園Qスペシャル（日本テレビ）
- チェケラッチョ!! in TOKYO（フジテレビ）
- 僕たちの戦争（TBSテレビ）
- 天使の梯子（テレビ朝日）

2007年
- エラいところに嫁いでしまった!（テレビ朝日）
- プロポーズ大作戦（フジテレビ）
- 探偵学園Q（日本テレビ）
- モップガール（テレビ朝日）

2008年
- バッテリー（NHK）
- スクラップ・ティーチャー〜教師再生〜（日本テレビ）

2009年
- ヴォイス〜命なき者の声〜（フジテレビ）
- ウェルかめ（NHK）

2011年
- 南極大陸（TBSテレビ）

2012年
- MONSTERS（TBSテレビ）

2014年
- 医龍-Team Medical Dragon-4（フジテレビ）河野伸、澤野弘之と共同

2015年
- オンナミチ（NHK BSプレミアム）

2019年
- リーガル・ハート〜いのちの再建弁護士〜（テレビ東京）

2020年
- 13（サーティーン）（東海テレビ）

2021年
- その女、ジルバ（東海テレビ / テレパック）HΛLと共同

### アニメ
2009年
- バスカッシュ!

2010年
- SDガンダム三国伝 Brave Battle Warriors

2011年
- 機動戦士ガンダムAGE

2020年
- 人体のサバイバル!

2021年
- 深海のサバイバル!

2022年
- 殺し愛

2023年
- 異世界はスマートフォンとともに。2（山田航平と共同）

2024年
- 科学×冒険サバイバル!

2025年
- マジック・メイカー 〜異世界魔法の作り方〜（橋口佳奈と共同）

### 実写映画
2005年
- Pray

2006年
- チェケラッチョ!!

2011年
- 高校デビュー（横山克と共同）

### テレビ番組
2004年
- 双方向TV 地球ゴーラウンド（-2006年・NHK BS-hi）

2006年
- にっぽんのマジョリティー（NHK-BS）

### CM
2006年
- イノスの自信（住友林業イノスグループ）

### VIDEO&DVD
2005年
- 最終兵器彼女Another love song
- ラスト・プレゼント完全版

### 校歌
- 杉並区立永福小学校 - 2013年4月1日開校（作曲）[2]

### 作詞・作曲・編曲
- 上戸彩
- 河口恭吾
- KUMACHI
- 佐々木ゆう子
- 佐田真由美
- 島谷ひとみ
- 下川みくに
- 鈴木亜美
- タッキー&翼
- DEEN
- テツandトモ
- 特捜戦隊デカレンジャー
- HI-D
- 波田陽区
- 福田沙紀
- 前田有紀
- 松田聖子
- Re:Japan

など